# Râul Silița
Râul Silița este un curs de apă, afluent al râului Cheia. 